# Ioánnis Píttas
Ioánnis Píttas (en grec moderne : Ιωάννης Πίττας), né le 10 juillet 1996 à Limassol à Chypre, est un footballeur international chypriote, qui évolue au poste d'avant-centre au PFK CSKA Sofia.

## Biographie

### En club
Né à Limassol à Chypre, Ioánnis Píttas est formé par le club local de l'Apollon Limassol, avec lequel il débute en professionnel. Il joue son premier match le 31 octobre 2015, lors d'une rencontre de championnat face au Doxa Katokopias. Il entre en jeu à la place d'Abraham Guié Guié et son équipe l'emporte par deux buts à un.
Le 6 juillet 2022, Pittas prolonge son contrat avec l'Apollon Limassol, étant désormais lié au club jusqu'en mai 2025.
Le 30 juillet 2023, Ioánnis Píttas rejoint la Suède afin de s'engager en faveur de l'AIK Solna. Il signe un contrat courant jusqu'en novembre 2025,.
Pittas s'illustre dès son premier match pour l'AIK en marquant son premier but sous ses nouvelles couleurs, le 6 août 2023, lors d'une rencontre de championnat face au Kalmar FF. Titulaire, il est l'auteur du but égalisateur de son équipe (1-1 score final),.

### En sélection
Ioánnis Píttas honore sa première sélection avec l'équipe nationale de Chypre le 8 juin 2019 contre l'Écosse. Il entre en jeu et son équipe est battue par deux buts à un.
Pittas marque son premier but pour Chypre le 30 mars 2021, contre la Slovénie. Titulaire au poste d'ailier droit, il donne la victoire à son équipe en étant l'unique buteur de la rencontre.

## Palmarès
Apollon Limassol
- Champion de Chypre (1) :
  - Champion : 2021-22.
- Supercoupe de Chypre (1) :
  - Vainqueur : 2022.